# Puente viejo de Confluencia
El Puente viejo de Confluencia es un viaducto y monumento nacional de Chile, ubicado sobre el río Ñuble, cual conecta las comunas de Chillán y Portezuelo. Debe su nombre a la localidad de Confluencia, cual es el pueblo adyacente al puente, y cabe mencionar, que es el viaducto de madera más largo de Latinoamérica con 521 metros, cuyo uso es exclusivamente peatonal.

## Historia
Antes de la existencia del puente, en la ribera norte de la confluencia de los ríos Itata y Ñuble, se libró la Batalla de Reinohuelén en el año 1536, cual sería el primer conflicto en la denominada Guerra de Arauco. A mediados del siglo XVII, el terreno fue subdividido en haciendas y fundos, siendo la de mayor relevancia, la Hacienda Cucha Cucha, cual destinó en manos del capitán Juan de Ocampo, y que contaba con la medida actual de 4.630 hectáreas.
En 1727, las tierras fueron destinadas a los jesuitas, quienes fueron expulsados en 1767. Durante esta época, se obtiene el primer antecedente de conexión entre el sector de Cucha Cucha y lo que hoy se conoce como Confluencia, puesto que un lugareño instaló una balsa para cruzar el río, en el lugar en que se encuentra el puente. Los jesuitas al ver esto, reclamaron en una carta escrita en 1730 al rey de España, solicitando su pronto retiro, dado que, según argumentaban los jesuitas, perjudicaban la seguridad y la tranquilidad de la estancia.
Para 1775 se obtiene otro registro de la existencia de una conexión vial en el área en un mapa de Alejandro de Urrejola, a quien fue rematada la hacienda, posterior a la expulsión de los jesuitas. El 22 de febrero de 1814 ocurre la Batalla de Cucha Cucha, en la cual, Luis de Urrejola, descendiente del anterior mencionado y participante del bando realista, pierde en la batalla ante el los patriotas. Sus bienes, al igual que todos los de aquellos que hayan sido desertores, son confiscados por orden de Bernardo O'Higgins en 1821, pasando a pertenecer al general Ramón Freire, cuales en 1861, retornan a la familia Urrejola, quienes la dividen en tres sectores.

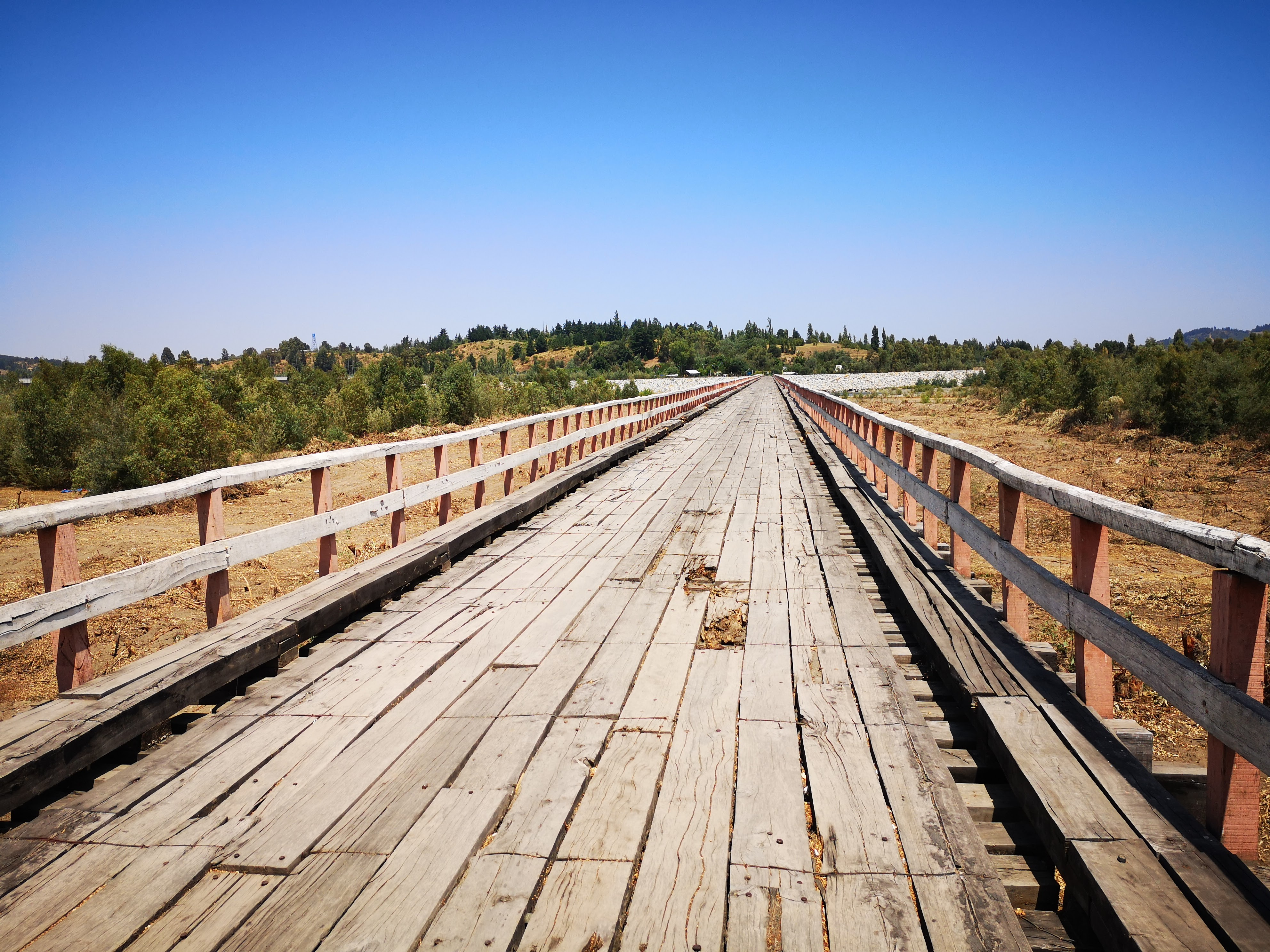
Vista desde la comuna de Chillán a la comuna de Portezuelo

Don Gonzalo Urrejola, político chileno y heredero del sector sur de la antigua hacienda Cucha Cucha, tras el Terremoto de Chillán de 1939, reemplazó la antigua balsa jesuita por un puente de madera, creando así, una conexión entre la localidad de Confluencia y su hacienda. Más tarde el 18 de septiembre 1973, diversos obreros fueron asesinados en este puente y en el Puente El Ala, a raíz de la instauración de la Dictadura militar, el único cuerpo sin vida que pudo ser encontrado e identificado en el sector, fue el de Orlando Riffo Pastene, quien fue un dirigente vecinal de la localidad de Confluencia. De acuerdo a la memoria oral de la comunidad, el puente fue un lugar de fusilamiento de detenidos durante la dictadura militar
El Puente Confluencia, como el Puente Viejo sobre el Río Itata, declarado monumento histórico en 1993, eran parte del sistema de conexión Norte-Sur ligado al ramal de Chillán a Tomé, que corría de oriente a poniente, conectando sectores interiores con el ferrocarril, para trasladar los productos agrícolas a los puertos de la región, de los puentes que componían este sistema, aún se mantienen en pie el mencionado monumento histórico, el Puente Confluencia. Se encuentra fuertemente afiliado al desarrollo vitivinícola del valle del Itata, uno de los más relevantes para el país de esta actividad agrícola
Tras su declaración de Monumento nacional el 24 de agosto de 2016, el tránsito vehicular fue trasladado al Puente nuevo de Confluencia, dejando al antiguo como viaducto de uso exclusivamente peatonal. En 2020, el puente sufre un amago de incendio. A fines de julio de 2022, fue inaugurado el Mirador Puente Confluencia, en la ribera sur del Río Ñuble.

## Arquitectura

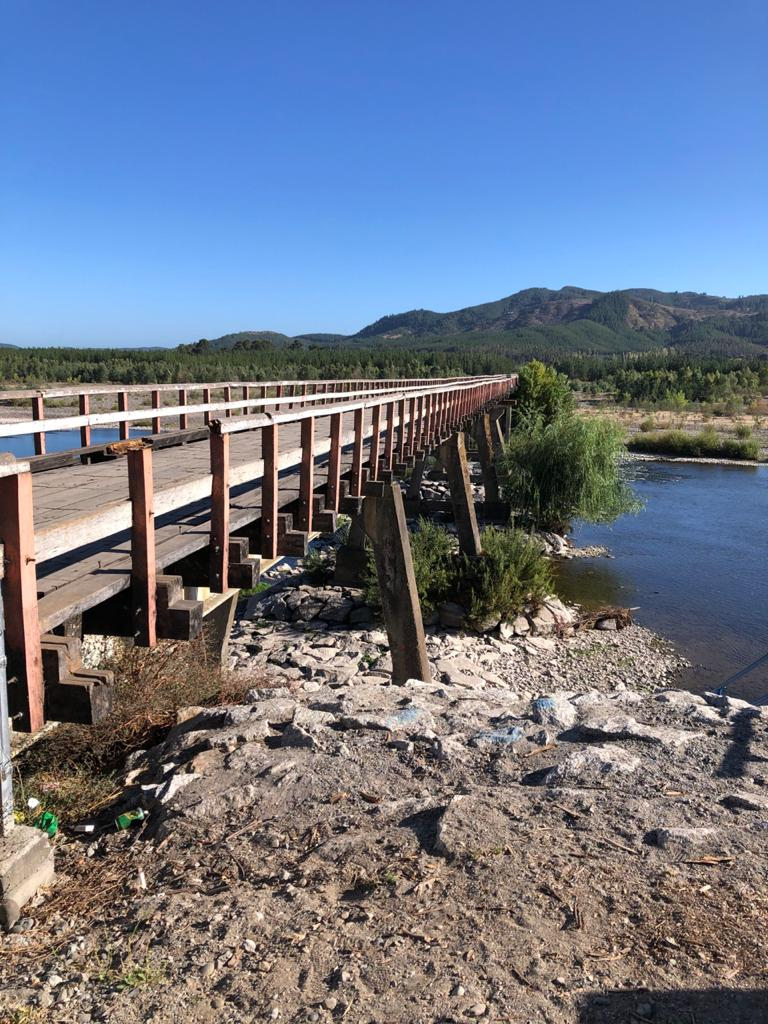
Vigas de soporte del puente

Está conformado por dos estribos de hormigón, con muros a frontales y a los costados, con veintiséis soportes, de las cuales, las más antiguas tienen dos pilares inclinados y viga cabezal. Los demás soportes son pilares rectangulares, hechos de hormigón con viga cabezal; sin embargo, en el área de ensanche del puente, existen seis pilares. El ensanche, por su parte, está destinado a la detención de vehículos.